# II. Tamar grúz királynő
II. Tamar (1697 – Tbiliszi, 1746. április 12./23.), grúzul: თამარი II, grúz királynő (1744–1746). A Bagrationi-dinasztia tagja. Közeli rokona volt Petre Bagrationi tábornok, a napóleoni háborúk hőse, aki nagybátyjának, I. Jessze grúz királynak volt a dédunokája.

## Élete

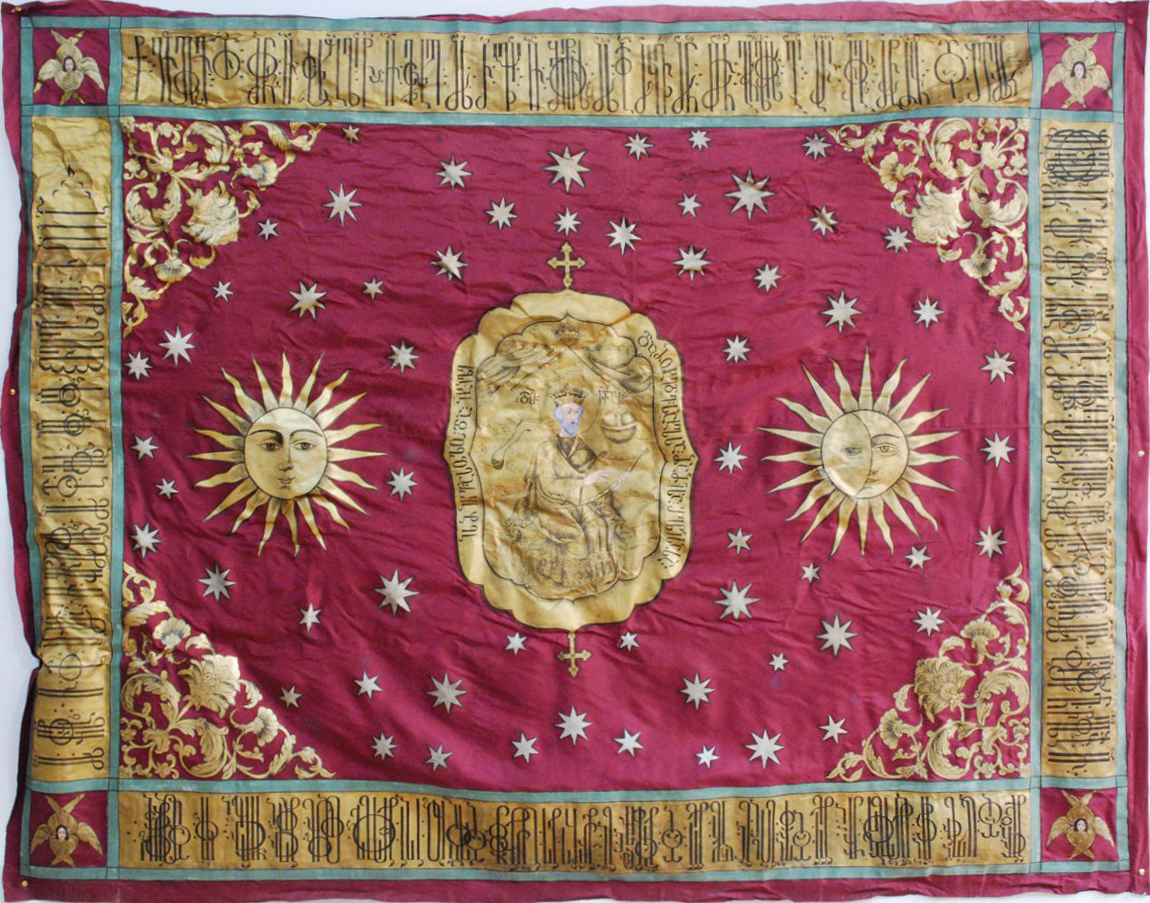
VI. Vahtang grúz király zászlaja

VI. Vahtang grúz király és a cserkesz származású Ruszudani királyné legidősebb gyermeke. 1712. február 2/13-án Tbilisziben feleségül ment Tejmuráz Kaheti trónörököséhez. Tejmuráz 1732-ben a bátyja halála után II. Tejmuráz néven Kaheti királya lett. A grúz központi királyságot, Kartlit 1723-ban elfoglalták az oszmánok, és Tamar apját, VI. Vahtang grúz királyt elűzték a trónról, aki orosz védnökség alá helyezte magát, és az Orosz Birodalomba emigrált a családjával férjezett lányai kivételével, ahol I. Péter orosz császártól a cári címet kapta. 

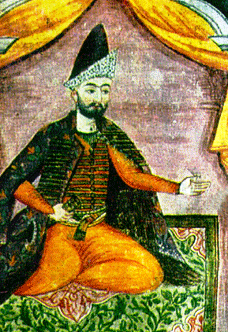
VI. Vahtang grúz király, II. Tamar királynő apja

Ebben az időben Tamar öccse, Bakar és Tamar nagybátyja, az apjának, VI. Vahtangnak az öccse, Jessze vetélkedett a trónért, amelyben I. Jessze kerekedett felül, és oszmán fennhatóság alatt irányította a Kartli Királyságot a haláláig, 1727-ig. Ezért 1724-ben a vesztes Bakar király követte apját az orosz száműzetésbe. I. Jessze halála után, 1727-től 1736-ig közvetlen oszmán irányítás alá került az ország. Az oszmánokat Nádir perzsa sah űzte ki az országból, és 1737-től 1744-ig közvetlen perzsa irányítás alá helyezte a királyságot, de a perzsa uralom ellen oszmán támogatással felkelések robbantak ki, melyet csak nagy nehézséggel tudtak leverni. Végül Nádir sah engedélyezte a királyság helyreállítását, de sem az időközben 1737-ben Asztrahánban elhunyt VI. Vahtang fiai, többek között a korábbi király, I. Bakar, sem az oszmán orientációt képviselő I. Jessze fiai, akik közül néhányan szintén az Orosz Birodalomba emigráltak, nem jöhettek számításba, ezért VI. Vahtang legidősebb gyermeke, Tamar lett az aktuális trónjelölt, akinek a férje, II. Tejmuráz, Kaheti királya Nádir perzsa császár hű vazallusának számított. VI. Vahtang lányát 1744. július 9/20-án II. Tamar néven királlyá kiáltották ki a férjével együtt Tbilisziben, és 1745. október 1/12-én Mchetában királlyá koronázták őket. A Kaheti Királyságról II. Tejmuráz még 1744-ben lemondott a közös fiuk, Erekle javára. A koronázását követő évben, 1746-ban II. Tamar királynő elhunyt. Kartliban a férje uralkodott haláláig, 1762-ig, amikor is a fiuk, az 1744 óta a Kaheti Királyságot irányító II. Herkules követte apját, és újra egyesítette a két grúz királyságot.
II. Tamar és II. Tejmuráz házasságával a fiukban, II. Herkulesben egyesült a grúz királyi ház, a Bagrationi-dinasztia két ága, a kartli és a kaheti ág, és a kaheti ág uralkodott Grúziában az ország 1801-es orosz bekebelezéséig, és ez a leszármazási vonal számított a grúz királyi ágnak.
II. Tamar királynő a Julián naptár szerint 1746. április 12-én, a Gergely-naptár szerint április 23-án halt meg Tbilisziben, és Mchetában a Szvetichoveli Székesegyházban helyezték végső nyugalomra.

## Gyermekei
- II. (Bagrationi) Tejmuráztól (1680–1762), Kaheti és Kartli (Grúzia) királyától, 7 gyermek:
  - Herkules (1721–1798) II. Herkules néven Kaheti és Kartli (Grúzia) királya, 1. felesége Kaplanisvili-Orbeliani Katalin (–1750) hercegnő, Kaplanisvili-Orbeliani Vahtang herceg lánya, elváltak, 2 gyermek, 2. felesége Abasidze Anna (1730–1749) hercegnő, Abasidze Zaal herceg lánya, 5 gyermek, 3. felesége Dadiani Dária (Daredzsan) (1738–1807) hercegnő, Dadiani Igor mingrél herceg lánya, 19 gyermek+1 természetes fiú, összesen 27 gyermek, többek között:
    - (2. házasságából:) XII. György (1746. október 9/20. – 1800. december 28./1801. január 9.), Kaheti és Kartli (Grúzia) királya, 1. felesége Andronikasvili Katalin (Ketevani) (1745–1782) hercegnőtől, 12 gyermek, 2. felesége Cicisvili Mária (Mariami) (1768–1850) királynétól, 11 gyermek, összesen 23 gyermek

  - Dávid (1722–1729) grúz királyi herceg
  - János (1726–1736 után) grúz királyi herceg
  - Katalin (Ketevani) grúz királyi hercegnő, férje 1737-től Ádil (1719–1749) perzsa sah, (ur.: 1747–1748), Nádir perzsa sah unokaöccse, gyermekei nem születtek
  - Ilona grúz királyi hercegnő, férje 1743 előtt Zaza Cicisvili herceg, 4 fiú
  - Anna grúz királyi hercegnő, férje 1744-től, Dimitri Orbeliani (–1776) herceg, Kartli (Grúzia) főudvarmestere, 6 fiú
  - Horasani (megh. fiatalon) grúz királyi hercegnő

## Külső hivatkozások
- Christopher Buyers:The Royal Ark/The Bagrationi Dynasty – 2014. április 26.
- Paul Theroff: The Online Gotha/Georgia, Bagration & Imeretinsky – 2014. április 26.
- Euweb/Bagration – 2014. április 26.

| Előző Perzsa uralom | Grúzia királya 1744 – 1746 | Következő II. Tejmuráz |

| Előző Dagesztáni N. | Kaheti királynéja 1732 – 1736 1738 – 1744 | Következő Kaplanisvili-Orbeliani Katalin |